# Branko Pajević
Branko Pajević, srbski violinist, dirigent in koncertni mojster, * 1923, † 1975.
Pajević je bil docent beograjske Akademije za glasbo.